# Cacia formosana
Cacia formosana är en skalbaggsart som först beskrevs av Schwarzer 1925.  Cacia formosana ingår i släktet Cacia och familjen långhorningar.
Artens utbredningsområde är Taiwan. Inga underarter finns listade.